# Intonarumori

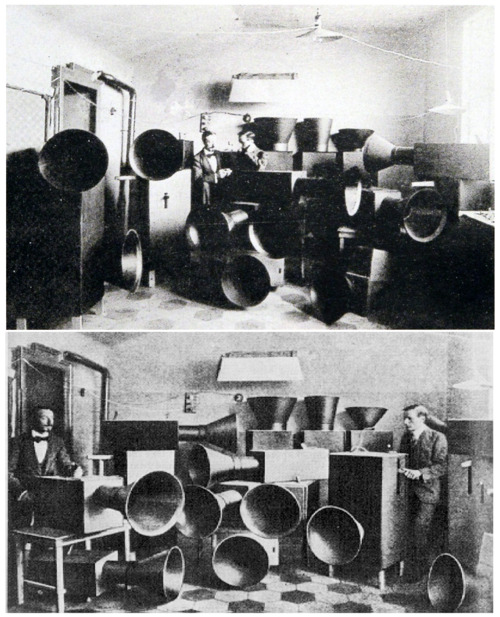
Луїджі Руссоло, Уґо Піатті з Інтонаруморі (1913 р.)

Інтонаруморі — «сім'я» музичних інструментів, винайдена в 1913 році італійським художником і композитором Луїджі Руссоло.
Це акустичні генератори шуму, за допомогою яких створювались кілька різних типів шумів.
Контролювалася вони за допомогою важеля і або кнопкою на великому чорному ящику, який мав приєднаний конус для підсилення. 
Кожен з інструментів являв собою звуковий ящик з динаміком. В середині коробки оберталось колесо, яке в свою чергу зачіпало металеву струну. Швидкість колеса регулювалась гравцем за допомогою рукоятки, а натяг струни варіювали спеціальним важелем. Ці інструменти давали змогу імітувати та відтворювати повсякденні галасливі звуки: від гуркоту до вереску.